# SMW+
Semantic MediaWiki+ (kurz SMW+) war ein semantisches Enterprise Wiki, dessen Seiten mit semantischen Annotationen angereichert werden können. Durch die semantischen Annotationen lässt sich Wissen gezielt abfragen und auf vielfältige Weise visualisieren. Technisch gesehen handelt es sich um eine betriebsfertige und vorkonfigurierte Sammlung von MediaWiki-Erweiterungen, einschließlich Semantic MediaWiki und Halo.
SMW+ wurde entworfen, um verstecktes Wissen in unstrukturierten Daten zugänglich zu machen. Es vereint den kollaborativen Ansatz eines Wikis mit semantischer Technologie. SMW+ hat seinen Ursprung im Projekt Halo, das Wissenschaftlern eine Plattform zur kollaborativen Wissenserstellung in den Bereichen Chemie und Physik bereitstellen soll. Maschinen-interpretierbares Wissen soll dabei nicht nur von speziellen Wissensingenieuren verfasst werden können, sondern auch von einer breiten Masse an Domänenexperten und Endbenutzern.
SMW+ wird unter anderem von der Intergovernmental Oceanographic Commission (IOC) der UNESCO als Online-Enzyklopädie für Meereskunde eingesetzt. Weitere Einsatzgebiete von SMW+ sind Projekt- und Wissensmanagement.
SMW+ wurde von der Firma Ontoprise gepflegt, die im April 2012 Insolvenzantrag stellte. SMW+ wird infolgedessen nicht in der alten Form weitergepflegt. Als Nachfolger kann DataWiki betrachtet werden, das von der Firma DIQA Projektmanagement GmbH entwickelt wird.
Einige Bestandteile von SMW+ sollen offen für das reguläre Semantic MediaWiki weitergepflegt werden.